# Coleophora caraganae
Coleophora caraganae é uma espécie de mariposa do gênero Coleophora pertencente à família Coleophoridae.